# Kleinwallstadt
Kleinwallstadt er en købstad (markt) i Landkreis Miltenberg i Regierungsbezirk Unterfranken i den tyske delstat Bayern. Den er administrationsby for Verwaltungsgemeinschaft Kleinwallstadt.

## Geografi
Kleinwallstadt ligger ved floden Main, i regionen Bayerischer Untermain, med søsterbyen Großwallstadt på den modsatte flodbred.
Ud over Kleinwallstadt ligger i kommunen landsbyen Hofstetten.
- Banegård
- Rådhus
- Kirke